# Dmitrij Upper
Dmitrij Sergeyevič Upper (in russo Дмитрий Серге́евич Уппер?; 27 luglio 1978) è un hockeista su ghiaccio kazako.

## Palmarès

### Giochi asiatici
- 2 medaglie:
  - 2 ori (Gangwon 1999; Astana-Almaty 2011)